# ناحیه بشلول
ناحیه بشلول (به عربی: دائرة بشلول) یک ناحیه‌ در الجزایر است که در استان بویره واقع شده‌است.